# Emil Artin
Emil Artin (Vienna, 3 marzo 1898 – Amburgo, 20 dicembre 1962) è stato un matematico austriaco.

## Biografia
Suo padre, che aveva il suo stesso nome, era un commerciante di opere d'arte di origini armene, mentre sua madre, Emma, una cantante lirica. Artin crebbe in Boemia, a Reichenberg (attuale Liberec), dove la prima lingua parlata era quella tedesca. Lasciò la scuola nel 1916 e, un anno dopo, iniziò a frequentare l'università di Vienna.
Sposò nel 1932 Natascha Jasny, matematica e fotografa russa. Da questo matrimonio sarebbero nati tre figli, uno dei quali è Michael Artin, un algebrista americano attualmente  al MIT.
La carriera di Artin si svolse in Germania (principalmente ad Amburgo) fino al 1937. A causa delle parziali origini ebraiche della moglie, Artin fu costretto a lasciare nel 1937 la cattedra che occupava presso l'università di Amburgo in applicazione delle Leggi razziali naziste (Gesetz zur Wiederherstellung des Berufsbeamtentums). Grazie al supporto di Solomon Lefschetz e Richard Courant riuscì tuttavia ad ottenere una posizione presso l'Università di Notre Dame, emigrando negli Stati Uniti d'America nell'ottobre del 1937. Negli anni seguenti Artin insegnò dal 1938 al 1946 all'Università dell'Indiana e successivamente all'Università di Princeton. Nel 1958 fece rientro in Germania, riprendendo l'insegnamento all'Università di Amburgo.

## Scoperte matematiche
Artin è stato uno dei più importanti algebristi del ventesimo secolo, con un'influenza più grande di quella che può essere ipotizzata dal volume dei suoi lavori nella raccolta stilata da  Serge Lang e John Tate. Artin ha lavorato in teoria algebrica dei numeri, contribuendo largamente alla teoria dei campi di classi e alla costruzione delle funzioni L. Ha anche contribuito alle teorie  degli anelli, dei gruppi e campi. Ha inoltre sviluppato la teoria delle trecce come branca della topologia algebrica.
È stato poi uno dei maggiori esponenti della teoria di Galois e dell'approccio coomologico alla teoria delle classi di anelli (con John Tate). L'importante trattato sull'algebra astratta di van der Waerden sviluppa in parte alcune idee di Artin e di Emmy Noether. Artin ha scritto anche un libro sull'algebra geometrica che ha determinato l'uso moderno di tale termine, riproponendolo dal lavoro di William Kingdon Clifford.

## Congetture
Rimangono tuttora indimostrate due sue congetture, entrambe note come congetture di Artin. La prima riguarda le funzioni L di Artin per una rappresentazione lineare di un gruppo di Galois; la seconda riguarda la frequenza con la quale un dato intero a è una radice primitiva modulo un primo p, al variare di p con a fissato. Malgrado entrambe le congetture siano indimostrate, Hooley ha provato un risultato per la seconda sotto la condizione che valga la prima.

## Supervisione di dottorandi
Artin ha avuto tra i suoi studenti di dottorato valenti matematici, tra i quali Bernard Dwork, Serge Lang, Kollagunta Ramanathan, John Tate,  Hans Zassenhaus e Max Zorn.